# Движение за социалдемокрация
Движение за социалдемокрация (на гръцки: Κίνημα Σοσιαλδημοκρατών, ΕΔΕΚ) (ЕДЕК) е кипърска социалдемократическа политическа партия.
ЕДЕК е водена от Маринос Сизопулос, член на Партията на европейските социалисти и Социалистическия интернационал.

## История
Партията е основана от Васос Лисаридис през 1969 г. като „Обединен демократичен съюз Център“. Първоначално е силно анти-империалистическа партия в борбата срещу британското колониално управление, повлияна от философията на Баас и Муамар Кадафи, както и протестите от 1968 г. Много от членовете на партията са част от държавия преврат от 15 юли 1974 г. срещу Макарий III Кипърски. Лидерът на младежката организация на партията, Дорос Лоизу е застрелян при опит да убие Лисаридис през август 1974 г. Членове на младежката организация с троцкистка ориентация са изключени между 1979 г. и 1984 г.
От началото на 1980 г., ЕДЕК постепенно се превръща в европейска социалдемократическа партия. Тя обаче не се отказва от своята националистическа ориентация. В края на 1990-те години, ЕДЕК преговаря с няколко по-малки партии, планирайки да обедини всички политически сили между комунистическата АКЕЛ и консервативната ДИСИ в основна центристка партия. Партията се слива с две малки партии, „Движение за обновление“ и „Независимите личности“ през февруари 2000 г. Партията променя името си на „Движение за социалдемокрация“ малко след това. Само два месеца след обединението, членове на партията напускат, позовавайки се на „липса на доверие“.
На парламентарните избори през 2001 г. ЕДЕК печели 6,5% от гласовете и 4 от 56-те места в Камарата на представителите на Кипър.
ЕДЕК е от най-откритите противници на плана Анан за обединение на Кипър, който в крайна сметка е отхвърлен на референдума от 2004 г. от кипърски гърци.
ЕДЕК подкрепя Димитрис Христофиас от АКЕЛ във втория кръг на президентските избори през февруари 2008 г. През февруари 2010 г. ЕДЕК напуска управляващата коалиция заради несъгласие относно решенията на Димитрис Христофиас в Кипърския проблем.
На президентските избори през февруари 2013 г., ЕДЕК подкрепя независимия кандидат Йоргос Лиликас, бивш министър на външните работи в кабинета на Тасос Пападопулос. Във втория тур, ЕДЕК решава да не подкрепя друг кандидат. През януари 2015 г. за председател на партията е избран Маринос Сизопулос.

### Лидери
- 1969 – 2001 – д-р Васос Лисаридис
- 2001 – 2015 – Янакис Омиру
- от 2015 – Маринос Сизопулос